# Liste des conseillers de la métropole européenne de Lille (2020-2026)
Pour un article plus général, voir Métropole européenne de Lille.
Cet article reprend la liste des conseillers de la métropole européenne de Lille, au nombre de 188, pour la période 2020-2026.
La métropole européenne de Lille est une collectivité territoriale à statut particulier de France.

## Liste des élus
| Commune                   | Nom                             |  | Groupe | Autres mandats                                              |
| ------------------------- | ------------------------------- |  | ------ | ----------------------------------------------------------- |
| Allennes-les-Marais       | Gérard Mayor                    |  | APM    | Maire                                                       |
| Annœullin                 | Christophe Gras                 |  | MPC    | Conseiller municipal                                        |
| Anstaing                  | Pierre Vanbeughen               |  | GM     | Conseiller municipal                                        |
| Armentières               | Bernard Haesebroeck             |  | MDS    | Maire                                                       |
| Armentières               | Carole Casier                   |  | MDS    | Conseillère municipale                                      |
| Armentières               | Michel Plouy                    |  | MPC    | Conseiller départemental, conseiller municipal              |
| Aubers                    | Alain Leclerc                   |  | MPC    | Maire                                                       |
| Baisieux                  | Philippe Limousin               |  | MPC    | Maire                                                       |
| Bauvin                    | Louis-Pascal Lebargy            |  | APM    | Maire                                                       |
| Beaucamps-Ligny           | Catherine Lefebvre              |  | MPC    | Maire                                                       |
| Bois-Grenier              | Michel Delepaul                 |  | MPC    | Maire                                                       |
| Bondues                   | Patrick Delebarre               |  | MPC    | Maire                                                       |
| Bousbecque                | Joseph Lefebvre                 |  | MPC    | Maire                                                       |
| Bouvines                  | Alain Bernard                   |  | MPC    | Maire                                                       |
| Capinghem                 | Christian Mathon                |  | MPC    | Maire                                                       |
| Carnin                    | Louis Marcy                     |  | MPC    | Maire                                                       |
| Chéreng                   | Jean-Louis Buisse               |  | MPC    | Maire-adjoint                                               |
| Comines                   | Alexis Houset                   |  | MPC    | Maire-adjoint                                               |
| Croix                     | Régis Cauche                    |  | MI     | Maire, conseiller départemental                             |
| Croix                     | Thérèse Deprez-Lefebvre         |  | MI     | Conseillère municipale                                      |
| Croix                     | Pierre Sonntag                  |  | MI     | 1er Maire-adjoint                                           |
| Deûlémont                 | Christophe Liénart              |  | MPC    | Maire                                                       |
| Don                       | André-Luc Dubois                |  | MPC    | Maire                                                       |
| Emmerin                   | Danièle Ponchaux                |  | MPC    | Maire                                                       |
| Englos                    | Jacques Pastour                 |  | MI     | Maire-adjoint                                               |
| Ennetières-en-Weppes      | Jean-Claude Flinois             |  | MPC    | Maire                                                       |
| Erquinghem-le-Sec         | Éric Pauron                     |  | MPC    | Maire                                                       |
| Erquinghem-Lys            | Alain Bézirard                  |  | MPC    | Maire                                                       |
| Escobecques               | Alain Cambien                   |  | MPC    | Maire                                                       |
| Faches-Thumesnil          | Patrick Proisy                  |  | GM     | Maire                                                       |
| Faches-Thumesnil          | Laetitia Thomas                 |  | MECS   | Conseillère municipale                                      |
| Forest-sur-Marque         | Sylvie Mazzolini                |  | MPC    | Conseillère municipale                                      |
| Fournes-en-Weppes         | Marie-José Kramarz              |  | MPC    | Maire                                                       |
| Frelinghien               | Christophe Pacaux               |  | APM    | Conseiller municipal                                        |
| Fretin                    | Béatrice Mullier                |  | MDS    | Maire                                                       |
| Fromelles                 | Jean-Gabriel Masson             |  | MPC    | Maire                                                       |
| Gruson                    | Olivier Turpin                  |  | MPC    | Maire                                                       |
| Hallennes-lez-Haubourdin  | André Pau                       |  | MPC    | Maire                                                       |
| Halluin                   | Jean-Christophe Destailleur     |  | MI     | Maire                                                       |
| Halluin                   | Sylvie Gilmé                    |  | MI     | Maire-adjoint                                               |
| Hantay                    | Jacques Montois                 |  | MPC    | Maire                                                       |
| Haubourdin                | Pierre Beharelle                |  | MPC    | Maire                                                       |
| Haubourdin                | Marie-Noëlle Nirel              |  | MPC    | Maire-adjointe                                              |
| Hem                       | Francis Vercamer                |  | MPC    | Maire                                                       |
| Hem                       | Barbara Rubio-Coquempot         |  | MPC    | Conseillère municipale                                      |
| Herlies                   | Bernard Debeer                  |  | MA     | Maire                                                       |
| Houplin-Ancoisne          | Dominique Gantiez               |  | MPC    | Maire                                                       |
| Houplines                 | Jean-François Legrand           |  | MPC    | Maire                                                       |
| Illies                    | Daniel Hayart                   |  | MPC    | Maire                                                       |
| La Bassée                 | Frédéric Cauderlier             |  | MPC    | Maire                                                       |
| La Chapelle-d'Armentières | Damien Braure                   |  | MPC    | Maire                                                       |
| La Madeleine              | Violette Massiet                |  | MPC    | Maire-adjoint                                               |
| La Madeleine              | Sébastien Leprêtre              |  | MPC    | Conseiller régional, maire                                  |
| La Madeleine              | Hélène Roussel                  |  | MECS   | Conseillère municipale                                      |
| Lambersart                | Nicolas Bouche                  |  | APM    | Maire                                                       |
| Lambersart                | Carole Domrault-Tanguy          |  | APM    | Conseillère municipale                                      |
| Lambersart                | Christophe Caudron              |  | MI     | Conseiller municipal                                        |
| Lannoy                    | Michel Colin                    |  | MPC    | Maire                                                       |
| Leers                     | Jean-Philippe Andriès           |  | MPC    | Maire                                                       |
| Le Maisnil                | Michel Borrewater               |  | MPC    | Maire                                                       |
| Lesquin                   | Jean-Marc Ambroziewicz          |  | MA     | Maire                                                       |
| Lezennes                  | Didier Dufour                   |  | MDS    | Maire                                                       |
| Lille                     | Martine Aubry                   |  | MDS    | Maire                                                       |
| Lille                     | Maroin Al Dandachi              |  | MECS   | Conseiller municipal                                        |
| Lille                     | Anissa Baderi                   |  | MDS    | Conseillère municipale                                      |
| Lille                     | Faustine Balmelle               |  | MECS   | Conseillère municipale                                      |
| Lille                     | Stéphane Baly                   |  | MECS   | Conseiller municipal                                        |
| Lille                     | Xavier Bonnet                   |  | MECS   | Conseiller municipal                                        |
| Lille                     | Marie-Pierre Bresson            |  | MDS    | Maire-adjointe                                              |
| Lille                     | Ingrid Brulant-Fortin           |  | MA     | Conseillère municipale                                      |
| Lille                     | Charlotte Brun                  |  | MDS    | Maire-adjointe                                              |
| Lille                     | Mélissa Camara                  |  | MECS   | Conseillère municipale                                      |
| Lille                     | Martin David-Brochen            |  | MDS    | Maire-adjoint                                               |
| Lille                     | Sylviane Delacroix              |  | GM     | Conseillère municipale                                      |
| Lille                     | Stanislas Dendievel             |  | MDS    | Maire-adjoint                                               |
| Lille                     | Arnaud Deslandes                |  | MDS    | Maire-adjoint                                               |
| Lille                     | Ali Douffi                      |  | MA     | Conseiller municipal                                        |
| Lille                     | Marion Gautier                  |  | MDS    | Maire-adjointe                                              |
| Lille                     | Franck Gherbi                   |  | MDS    | Maire d'Hellemmes (Lille), conseiller municipal             |
| Lille                     | Anne Goffard                    |  | MDS    | Conseillère municipale                                      |
| Lille                     | Franck Hanoh                    |  | MDS    | Maire-adjoint                                               |
| Lille                     | Alexandra Lechner               |  | MDS    | Conseillère municipale                                      |
| Lille                     | Audrey Linkenheld               |  | MDS    | Maire-adjointe                                              |
| Lille                     | Jean-Claude Menault             |  | MDS    | Conseiller municipal                                        |
| Lille                     | Akim Oural                      |  | MDS    | Maire-adjoint                                               |
| Lille                     | Julien Pilette                  |  | MDS    | Conseiller municipal                                        |
| Lille                     | Pierre Posmyk                   |  | MDS    | Conseiller municipal                                        |
| Lille                     | Marielle Rengot                 |  | MDS    | Maire-adjointe                                              |
| Lille                     | Jacques Richir                  |  | MDS    | Maire-adjoint                                               |
| Lille                     | Estelle Rodes                   |  | MDS    | Maire-adjointe                                              |
| Lille                     | Nathalie Sédou                  |  | MECS   | Conseillère municipale                                      |
| Lille                     | Vanessa Duhamel                 |  | MA     | Conseillère municipale                                      |
| Lille                     | Marie-Christine Staniec-Wavrant |  | MDS    | Conseillère départementale, maire-adjointe                  |
| Lille                     | Arnaud Taisne                   |  | MDS    | Conseiller municipal                                        |
| Lille                     | Roger Vicot                     |  | MDS    | Maire de Lomme (Lille), conseiller municipal                |
| Linselles                 | Paul Lefebvre                   |  | MPC    | Maire                                                       |
| Lompret                   | Hélène Moeneclaey               |  | MPC    | Maire                                                       |
| Loos                      | Elisabeth Bodier                |  | MPC    | Conseillère municipale                                      |
| Loos                      | Nicolas Deterpigny              |  | MPC    | Conseiller municipal                                        |
| Loos                      | Anne Voituriez                  |  | MPC    | Maire                                                       |
| Lys-lez-Lannoy            | Charles-Alexandre Prokopowicz   |  | MI     | Maire                                                       |
| Marcq-en-Barœul           | Loïc Cathelain                  |  | MI     | Maire-adjoint                                               |
| Marcq-en-Barœul           | Raphaël Charpentier             |  | MI     | Conseiller municipal                                        |
| Marcq-en-Barœul           | Bernard Gérard                  |  | MI     | Maire                                                       |
| Marcq-en-Barœul           | Françoise Goube                 |  | MI     | Maire-adjointe                                              |
| Marcq-en-Barœul           | Sophie Rocher                   |  | MI     | Conseillère régionale                                       |
| Marquette-lez-Lille       | Dominique Legrand               |  | MPC    | Maire                                                       |
| Marquillies               | Éric Bocquet                    |  | GM     | Maire, sénateur                                             |
| Mons-en-Barœul            | Rosemonde Doignies              |  | APM    | Maire-adjoint                                               |
| Mons-en-Barœul            | Rudy Elegeest                   |  | APM    | Maire                                                       |
| Mons-en-Barœul            | Jean-Marie Ledé                 |  | APM    | Conseiller municipal                                        |
| Mouvaux                   | Éric Durand                     |  | MI     | Maire, conseiller régional                                  |
| Neuville-en-Ferrain       | Marie Tonnerre-Desmet           |  | MA     | Maire, conseillère départementale                           |
| Noyelles-lès-Seclin       | Henri Lenfant                   |  | MPC    | Maire                                                       |
| Provin                    | Joffrey Zbierski                |  | MPC    | Maire                                                       |
| Prémesques                | Yvan Hutchinson                 |  | MPC    | Maire, conseiller régional                                  |
| Pérenchies                | Valérie Provo                   |  | MPC    | Maire                                                       |
| Péronne-en-Mélantois      | Damien Castelain                |  | MPC    | Maire                                                       |
| Quesnoy-sur-Deûle         | Rose-Marie Hallynck             |  | APM    | Maire                                                       |
| Radinghem-en-Weppes       | Loïc Wolfcarius                 |  | MPC    | Maire                                                       |
| Ronchin                   | Patrick Geenens                 |  | MDS    | Maire                                                       |
| Ronchin                   | Dominique Pierre-Renard         |  | MDS    | Conseillère municipale                                      |
| Roncq                     | Rodrigue Desmet                 |  | MI     | Maire                                                       |
| Roubaix                   | Karim Amrouni                   |  | MDS    | Conseiller municipal                                        |
| Roubaix                   | Nadia Belgacem                  |  | MDS    | Conseillère municipale                                      |
| Roubaix                   | Mehdi Chalah                    |  | MDS    | Conseiller municipal                                        |
| Roubaix                   | Guillaume Delbar                |  | MA     | Maire, vice-président du Conseil régional                   |
| Roubaix                   | Alexandre Garcin                |  | MA     | Maire-adjoint                                               |
| Roubaix                   | Magali Gladysz-Sebille          |  | MA     | Conseillère municipale                                      |
| Roubaix                   | Frédéric Lefebvre               |  | MA     | Maire-adjoint                                               |
| Roubaix                   | Nabella Mezouane-Rahmi          |  | MA     | Maire-adjointe                                              |
| Roubaix                   | Frédéric Minard                 |  | MA     | Maire-adjoint                                               |
| Roubaix                   | Isabelle Paris                  |  | MA     | Maire-adjointe                                              |
| Roubaix                   | Max-André Pick                  |  | MA     | Maire-adjoint, vice-président du Conseil départemental      |
| Roubaix                   | Ghislaine Wenderbecq            |  | MA     | Maire-adjointe                                              |
| Roubaix                   | Karima Zouggagh                 |  | MA     | Maire-adjointe                                              |
| Sailly-lez-Lannoy         | Éric Skyronka                   |  | MPC    | Maire                                                       |
| Sainghin-en-Mélantois     | Jacques Ducrocq                 |  | MA     | Maire                                                       |
| Sainghin-en-Weppes        | Matthieu Corbillon              |  | MPC    | Maire                                                       |
| Saint-André-lez-Lille     | Elisabeth Masse                 |  | MPC    | Maire                                                       |
| Salomé                    | Pierre Canesse                  |  | MPC    | Maire                                                       |
| Santes                    | Hiazid Belabbes                 |  | MA     | Maire                                                       |
| Seclin                    | François-Xavier Cadart          |  | MPC    | Maire                                                       |
| Sequedin                  | Christian Lewille               |  | MPC    | Maire                                                       |
| Templemars                | Pierre-Henri Desmettre          |  | MPC    | Maire                                                       |
| Toufflers                 | Alain Gonce                     |  | MPC    | Maire                                                       |
| Tourcoing                 | Salim Achiba                    |  | MA     | Maire-adjoint                                               |
| Tourcoing                 | Doriane Bécue                   |  | MA     | Maire-adjointe, vice-présidente du Conseil départemental    |
| Tourcoing                 | Eric Buyssechaert               |  | MA     | Conseiller municipal                                        |
| Tourcoing                 | Fabienne Chanteloup             |  | MA     | Maire-adjointe                                              |
| Tourcoing                 | Gérald Darmanin                 |  | MA     | Maire, Ministre de l'Action et des comptes publics          |
| Tourcoing                 | Églantine Deboosere             |  | MA     | Conseillère municipale                                      |
| Tourcoing                 | Éric Denœud                     |  | MA     | Maire-adjoint                                               |
| Tourcoing                 | Christophe Desbonnet            |  | MA     | Conseiller municipal                                        |
| Tourcoing                 | Bérengère Duret                 |  | MA     | Conseillère municipale                                      |
| Tourcoing                 | Brigitte Lherbier               |  | MA     | Sénatrice, conseillère régionale, conseillère municipale    |
| Tourcoing                 | Peter Maenhout                  |  | MA     | Conseiller municipal                                        |
| Tourcoing                 | Isabelle Mariage-Desreux        |  | MA     | Conseillère municipale                                      |
| Tourcoing                 | Franck Talpaert                 |  | APM    | Conseiller municipal                                        |
| Tourcoing                 | Jean-Marie Vuylsteker           |  | MA     | Conseiller municipal                                        |
| Tressin                   | Eric Mouveau                    |  | APM    | Conseiller municipal                                        |
| Vendeville                | Ludovic Proisy                  |  | MPC    | Maire                                                       |
| Verlinghem                | Thierry Bonte                   |  | MPC    | Maire                                                       |
| Villeneuve-d'Ascq         | Florence Bariseau               |  | MA     | Vice-présidente du Conseil régional, conseillère municipale |
| Villeneuve-d'Ascq         | Gérard Caudron                  |  | RC     | Maire                                                       |
| Villeneuve-d'Ascq         | Sébastien Costeur               |  | RC     | Conseiller municipal                                        |
| Villeneuve-d'Ascq         | Dominique Furne                 |  | RC     | Conseillère municipale                                      |
| Villeneuve-d'Ascq         | Maryvonne Girard                |  | RC     | Maire-adjointe                                              |
| Villeneuve-d'Ascq         | Saliha Khatir                   |  | RC     | Conseillère municipale                                      |
| Villeneuve-d'Ascq         | Didier Manier                   |  | MDS    | Conseiller départemental, conseiller municipal              |
| Villeneuve-d'Ascq         | Jean-Michel Molle               |  | RC     | Conseiller municipal                                        |
| Villeneuve-d'Ascq         | Pauline Ségard                  |  | MECS   | Conseillère municipale                                      |
| Wambrechies               | Sébastien Brogniard             |  | MPC    | Maire                                                       |
| Warneton                  | Yvon Pétronin                   |  | MPC    | Maire                                                       |
| Wasquehal                 | Stéphanie Ducret                |  | MI     | Maire, conseillère régionale                                |
| Wasquehal                 | Ghislain Plancke                |  | MI     | 1er Maire-adjoint, conseiller municipal                     |
| Wasquehal                 | Barbara Coëvoët                 |  | MI     | Conseillère départementale, ajointe au Maire                |
| Wattignies                | Maryse Moreaux                  |  | MPC    | Conseillère départementale, conseillère municipale          |
| Wattignies                | Alain Pluss                     |  | MPC    | Maire                                                       |
| Wattrelos                 | Dominique Baert                 |  | MPC    | Maire                                                       |
| Wattrelos                 | Myriam De Smedt                 |  | MPC    | Conseillère municipale                                      |
| Wattrelos                 | Sébastien Fitamant              |  | MPC    | Conseiller municipal                                        |
| Wattrelos                 | Henri Gadaut                    |  | MPC    | Maire-adjoint, conseiller départemental                     |
| Wattrelos                 | Catherine Osson                 |  | MPC    | Députée, conseillère municipale                             |
| Wavrin                    | Alain Blondeau                  |  | MPC    | Maire                                                       |
| Wervicq-Sud               | David Heiremans                 |  | MPC    | Maire                                                       |
| Wicres                    | Raphaël Brehon                  |  | MPC    | Conseiller municipal                                        |
| Willems                   | Thierry Rolland                 |  | MPC    | Maire                                                       |